# ايدين نيسبيت
ايدين نيسبيت (بالإنجليزية: Aidan Nesbitt)‏ (5 فبراير 1997 باسكتلندا في المملكة المتحدة - ) هو لاعب كرة قدم بريطاني في مركز الهجوم. شارك مع منتخب اسكتلندا تحت 16 سنة لكرة القدم ومنتخب اسكتلندا تحت 17 سنة لكرة القدم ومنتخب اسكتلندا تحت 19 سنة لكرة القدم. أما مع النوادي، فقد لعب مع نادي سلتيك ونادي بارتيك ثيسل.

## وصلات خارجية
- ايدين نيسبيت على موقع قاعدة بيانات كرة القدم.إي يو (الإنجليزية)
- ايدين نيسبيت على موقع Soccerbase.com (لاعب) (الإنجليزية)
- ايدين نيسبيت على موقع Soccerway.com (الإنجليزية)
- ايدين نيسبيت على موقع AS.com (الإسبانية)